# Bistrița Bârgăului
Bistrița Bârgăului (en hongrois : Borgóbeszterce) est une commune du județ de Bistrița-Năsăud en Transylvanie (Roumanie).